# Bamberg (stacja kolejowa)
Bamberg – stacja kolejowa w Bambergu, w kraju związkowym Bawaria, w Niemczech. Stacja ma 4 perony.
| Bamberg                    |  |                             |
| Linia Bamberg – Hof (0 km) |  |                             |
|                            |  | Hallstadt odległość: 3,5 km |